# Tonești (gmina Leleasca)
Tonești – wieś w Rumunii, w okręgu Aluta, w gminie Leleasca. W 2011 roku liczyła 451 mieszkańców.